# Aguinaldo Silva
Pour les articles homonymes, voir Silva.
Aguinaldo Silva, né le 7 juin 1943 à Carpina, dans l'État du Pernambouc, est un écrivain, dramaturge, scénariste, journaliste et réalisateur brésilien. Il vit maintenant à Lisbonne.

## Biographie
Après avoir publié un premier roman, Redenção para Job (1960), à l'âge de 18 ans, il devient reporter de faits divers et d'affaires judiciaires. Ses reportages bien documentés le rendent célèbre. Dès 1979, il amorce une carrière de scénariste pour laquelle il est bien connu dans son pays natal. Il signe un très grand nombre d'épisodes pour des séries télévisées et des telenovelas appartenant souvent au genre policier. Il a également touché la réalisation.
Engagé en faveur des droits des homosexuels au Brésil, il dirige le journal O Lampião qui prend la défense de cette communauté. Il sera assigné en justice pour cette activité.
En littérature, il est l'auteur de plusieurs romans, notamment deux romans policiers traduits en France dans la collection Série noire. Dans La République des assassins, l'intrigue donne une image sans concession de la brutale réalité de la pègre au Brésil. Dans L'Homme qui acheta Rio (2005), le récit se déroule à Rio de Janeiro et met en lumière les liens entre mafieux, politiciens et militaires.

## Œuvre

### Romans
- Redenção para Job (1960)
- Cristo partido ao meio (1965)
- Canção de Sangue (1968)
- Geografia do Ventre (1972)
- O crime antes da festa: a história de Ângela Diniz e seus amigos (1977)
- República dos Assassinos (1979) Publié en français sous le titre La République des assassins, Paris, Gallimard, coll. « Série noire » no 2692, 2003
- A História de Lili Carabina (1983)
- Inimigo Público (1984)
- Lábios que beijei (1992)
- O homem que comprou o Rio 2005 Publié en français sous le titre L'Homme qui acheta Rio, Paris, Gallimard, coll. « Série noire » no 2452, 1997
- Prendam Giovanni Improtta (2005)
- 98 tiros de audiência (2006)
- Deu no Blogão (2009)

## Sources
- Claude Mesplède, Dictionnaire des littératures policières, vol. 2 : J - Z, Nantes, Joseph K, coll. « Temps noir », 2007, 1086 p. (ISBN 978-2-910-68645-1, OCLC 315873361), p. 771-772.